# Gerhardt Neef
Gerhardt "Gerry" Neef (30. oktober 1946 – 23. februar 2010) var en tysk fodboldspiller der spillede målmand.
Han skrev kontrakt med Rangers FC i 1968, og debuterede den 19. april 1969 i en ligakamp mod Greenock Morton, kampen endte med en 3-0 sejr. Den efterfølgende sæson blev han førstevalg i klubben, under sæsonen nåede han at spille 39 kampe og vinde League Cuppen i 1970, efter en sejr over Celtic FC i finalen.
Under 1970-71 sæsonen, mistede han sin plads til nyindkøbte Peter McCloy, og forlod Rangers FC i 1973 for at vende tilbage til Tyskland.